# Venancio Muro
Venancio Fernández Muro, conegut artísticament com a Venancio Muro (Madrid, 28 de juliol de 1928 - † Madrid, 2 d'abril de 1976), va ser un actor espanyol.

## Biografia
Després de formar-se artísticament al Teatro Español Universitario i treballar durant la dècada dels 50 en espectacles de revista, debuta al cinema el 1959. També va militar al Frente de Juventudes i a la Guàrdia de Franco.
Condicionat pel seu físic menut i poc agraciat, els papers que ha interpretat responen en moltes ocasions a un mateix patró: personatges de repartiment incultes i una miqueta folklòrics però entranyables en tota mena de comèdies.
Repetiria l'estereotip en nombrosos espais de televisió - mitjà en el qual va debutar amb l'espai musical La Goleta - al llarg dels 60 i 70, com Estudio 1, El último café (1971) o Pili, secretaria ideal (1975).
Als Premis del Sindicat Nacional de l'Espectacle de 1968 va obtenir el premi al millor actor secundari per El marino de los puños de oro (1968). Va morir jove d'una malaltia. El seu fill David Venancio Muro, també s'ha dedicat a la interpretació.

## Filmografia (selecció)
- Los tramposos (1959).
- Los pedigüeños (1961).
- Sabían demasiado (1962).
- Gritos en la noche (1962).
- El turista (1963).
- Una tal Dulcinea (1963).
- Una chica casi formal (1963).
- Tengo 17 años (1963).
- Chantaje a un torero(1963)
- La ciudad no es para mí (1965).
- Adiós, Cordera (1965).
- La busca (1966).
- Vestida de novia (1966).
- Sor Citroen (1967).
- Amor en el aire  (1967).
- Los subdesarrollados (1968).
- El marino de los puños de oro (1968).
- Las leandras (1969).
- Carola de día, Carola de noche (1969).
- Las secretarias (1969).
- Soltera y madre en la vida (1969).
- Las Ibéricas F.C. (1971).
- Ligue Story (1972).
- El padre de la criatura (1972).
- Virilidad a la española (1975).
- A la Legión le gustan las mujeres (...y a las mujeres les gusta la Legión) (1976).